# تیموتی بک
تیموتی بک (انگلیسی: Timothy Beck؛ زادهٔ ۲ ژانویهٔ ۱۹۷۷) دونده، و ورزشکار دو و میدانی اهل پادشاهی هلند است.